# Erik Reinert
Erik S. Reinert (Oslo, 15 febbraio 1949) è un economista norvegese.
La sua ricerca si rivolge all'economia dello sviluppo, alla storia dell'economia e alla storia dell'economia politica.

## Opera
La ricerca e le pubblicazioni di Erik Reinert si concentrano sulla teoria dello sviluppo diseguale e nella storia del pensiero economico. In qualita di consulente l'enfasi del suo lavoro è sulla politica industriale, le condizioni necessarie per lo sviluppo dell'innovazione, e la relazione fra capitale produttivo e capitale finanziario. Secondo il suo profilo pubblicato sulle pagine dell'University College (Londra)  il suo lavoro lo ha portato in più di 65 paesi.
Il suo libro più conosciuto, tradotto in italiano nel 2023, è How Rich Countries Got Rich... and Why Poor Countries Stay Poor (2007). Secondo l'organizzazione norvegese NORLA - che si occupa di libri norvegesi pubblicati all'estero, How Rich Countries Got Rich and Why Poor Countries Stay Poor è stato tradotto in  più di 20 lingue.
Il messaggio principale del libro è che l'economia neo-classica danneggia i paesi in via di sviluppo, principalmente in ragione della teoria del vantaggio comparativo di David Ricardo, un economista inglese del XIX secolo. La teoria di Ricardo sostiene la bontà del libero commercio a prescindere dalla natura dei beni scambiati. Facendo riferimento ad una lunga tradizione intellettuale - iniziata dagli economisti italiani Giovanni Botero (1589) e Antonio Serra (1613), Reinert ricorda che il paese che produce beni a rendimenti di scala crescenti  - per esempio manufatti ad alto livello di sviluppo tecnologico - ha evidenti vantaggi nei confronti di paesi che esportano beni soggetti alla legge dei rendimenti decrescenti, per esempio commodities.

## In Italiano
- Come Pochi Paesi Sono Diventati Ricchi e Tutti Gli Altri Sono Rimasti Poveri, 2023, Tradotto da Monica Di Fiore, Collana Nodi, Castelvecchi Editore.

## Pubblicazioni rilevanti
- Globalization, Economic Development and Inequality: An Alternative Perspective (2004), ed. Cheltenham: Edward Elgar.
- The Origins of Economic Development. How Schools of Economic Thought have Addressed Development (2005), co-edited with KS Jomo. London: Zed / New Delhi: Tulika.
- How Rich Countries Got Rich... and Why Poor Countries Stay Poor (2007), London: Constable.
- Techno-Economic Paradigms: Essays in Honour of Carlota Perez (2009), co-ed. London: Anthem.
- Ragnar Nurkse (1907–2007): Classical Development Economics and its Relevance for Today (2009), co-ed. London: Anthem.
- Ragnar Nurkse: Trade and Development (2009), co-ed. London: Anthem.
- Erik S. Reinert, Jayati Ghosh, Rainer Kattel, Editors, Handbook of Alternative Theories of Economic Development, Edward Elgar Pub (May 25, 2018).
- With Rainer Kattel: The Visionary Realism of German Economics: From the Thirty Years' War to the Cold War, Anthem Press; 1 edition (February 15, 2019).
- Erik S. Reinert and Francesca Viano, Editors, Thorstein Veblen, Economics for an Age of Crises,  Anthem Press, 2012.

## Lavori disponibili in rete
- "The Qualitative Shift in European Integration: Towards Permanent Wage Pressures and a 'Latin-Americanization' of Europe?" (with Rainer Kattel), PRAXIS Working Paper No. 17/2004.
- "Development and Social Goals: Balancing Aid and Development to Prevent 'Welfare Colonialism'", United Nation Department of Economic and Social Affairs, DESA Working Paper No. 14. 2006. Portuguese translation in Oikos. Revista de Economia Heterodoxa 4(4), pp. 45–67. 2005.
- "Evolutionary Economics, Classical Development Economics, and the History of Economic Policy: A Plea for Theorizing by Inclusion", Working Papers in Technology Governance and Economic Dynamics no. 1, The Other Canon Foundation; Tallinn University of Technology. 2006.
- The Relevance of Ragnar Nurkse and Classical Development Economics, with Rainer Kattel and Jan A. Kregel. Working Papers in Technology Governance and Economic Dynamics no. 21; The Other Canon Foundation, Tallinn University of Technology. March 2009.
- "The Terrible Simplifers: Common Origins of Financial Crises and Persistent Poverty in Economic Theory and the new '1848 Moment, DESA Working Paper No. 88, United Nations. December 2009.
- "Neo-classical economics: A trail of economic destruction since the 1970s", Real-world economics review (RWER) (60), pp. 2–17. 2012.
- 80 Economic Bestsellers before 1850: A Fresh Look at the History of Economic Thought, Erik S. Reinert, Kenneth Carpenter, Fernanda A. Reinert, Sophus A. Reinert, Working Papers in Technology Governance and Economic Dynamics no. 74, Tallinn University of Technology, Tallinn, MAY 2017.

## Eventi
Evento in onore di Giovanni Botero: Dalla Norvegia a Bene Vagienna. Docente universitario ha deposto fiori vicino alla statua del diplomatico di Carlo Emanuele I di Savoia, 13 Luglio 2017
Celebrazione del settantesimo compleanno di Erik Reinert al University College London, 15 febbraio 2019, con interventi di Mariana Mazzucato, Carlota Perez, Wolfgang Drechsler e Robert Wade.
The Equality Assumption: Uneven development and the history of economic thought. Seminario con Erik Reinert, organizzato dal Centre for the Study of the Sciences and the Humanities, Università di Bergen Sjøfartsmuseet, Haakon Sheteligsplass 15, Bergen, October 22, 2019.